# Coleochloa abyssinica
Coleochloa abyssinica är en halvgräsart som först beskrevs av Ferdinand von Hochstetter och Achille Richard, och fick sitt nu gällande namn av Charles Louis Gilly. Coleochloa abyssinica ingår i släktet Coleochloa, och familjen halvgräs.

## Underarter
Arten delas in i följande underarter:
- C. a. castanea
- C. a. abyssinica